# Torchamp
Torchamp és un municipi francès situat al departament de l'Orne i a la regió de Normandia. L'any 2007 tenia 282 habitants.

## Demografia

### Població
El 2007 la població de fet de Torchamp era de 282 persones. Hi havia 110 famílies de les quals 28 eren unipersonals (16 homes vivint sols i 12 dones vivint soles), 35 parelles sense fills, 35 parelles amb fills i 12 famílies monoparentals amb fills.
La població ha evolucionat segons el següent gràfic:
Habitants censats

### Habitatges
El 2007 hi havia 174 habitatges, 118 eren l'habitatge principal de la família, 37 eren segones residències i 19 estaven desocupats. 173 eren cases i 1 era un apartament. Dels 118 habitatges principals, 90 estaven ocupats pels seus propietaris, 27 estaven llogats i ocupats pels llogaters i 1 estava cedit a títol gratuït; 1 tenia una cambra, 7 en tenien dues, 22 en tenien tres, 34 en tenien quatre i 54 en tenien cinc o més. 94 habitatges disposaven pel capbaix d'una plaça de pàrquing. A 69 habitatges hi havia un automòbil i a 43 n'hi havia dos o més.

### Piràmide de població
La piràmide de població per edats i sexe el 2009 era:
| Homes | Edats   | Dones |
| ----- | ------- | ----- |
| 0     | 95 o +  | 0     |
| 0     | 90 a 94 | 4     |
| 4     | 85 a 89 | 8     |
| 0     | 80 a 84 | 8     |
| 4     | 75 a 79 | 8     |
| 0     | 70 a 74 | 12    |
| 24    | 65 a 69 | 12    |
| 8     | 60 a 64 | 16    |
| 0     | 55 a 59 | 4     |
| 8     | 50 a 54 | 4     |
| 8     | 45 a 49 | 4     |
| 12    | 40 a 44 | 0     |
| 4     | 35 a 39 | 8     |
| 8     | 30 a 34 | 8     |
| 12    | 25 a 29 | 12    |
| 8     | 20 a 24 | 4     |
| 8     | 15 a 19 | 8     |
| 8     | 10 a 14 | 4     |
| 12    | 5 a 9   | 16    |
| 4     | 0 a 4   | 4     |

## Economia
El 2007 la població en edat de treballar era de 155 persones, 109 eren actives i 46 eren inactives. De les 109 persones actives 103 estaven ocupades (63 homes i 40 dones) i 7 estaven aturades (2 homes i 5 dones). De les 46 persones inactives 23 estaven jubilades, 10 estaven estudiant i 13 estaven classificades com a «altres inactius».

### Ingressos
El 2009 a Torchamp hi havia 123 unitats fiscals que integraven 290,5 persones, la mediana anual d'ingressos fiscals per persona era de 13.691 €.

### Activitats econòmiques
Dels 8 establiments que hi havia el 2007, 3 eren d'empreses de construcció, 1 d'una empresa de comerç i reparació d'automòbils, 1 d'una empresa d'hostatgeria i restauració, 2 d'empreses de serveis i 1 d'una empresa classificada com a «altres activitats de serveis».
Dels 3 establiments de servei als particulars que hi havia el 2009, 1 era un guixaire pintor, 1 fusteria i 1 restaurant.
L'any 2000 a Torchamp hi havia 28 explotacions agrícoles que ocupaven un total de 817 hectàrees.

## Poblacions més properes
El següent diagrama mostra les poblacions més properes.